# Binocolo panoramico

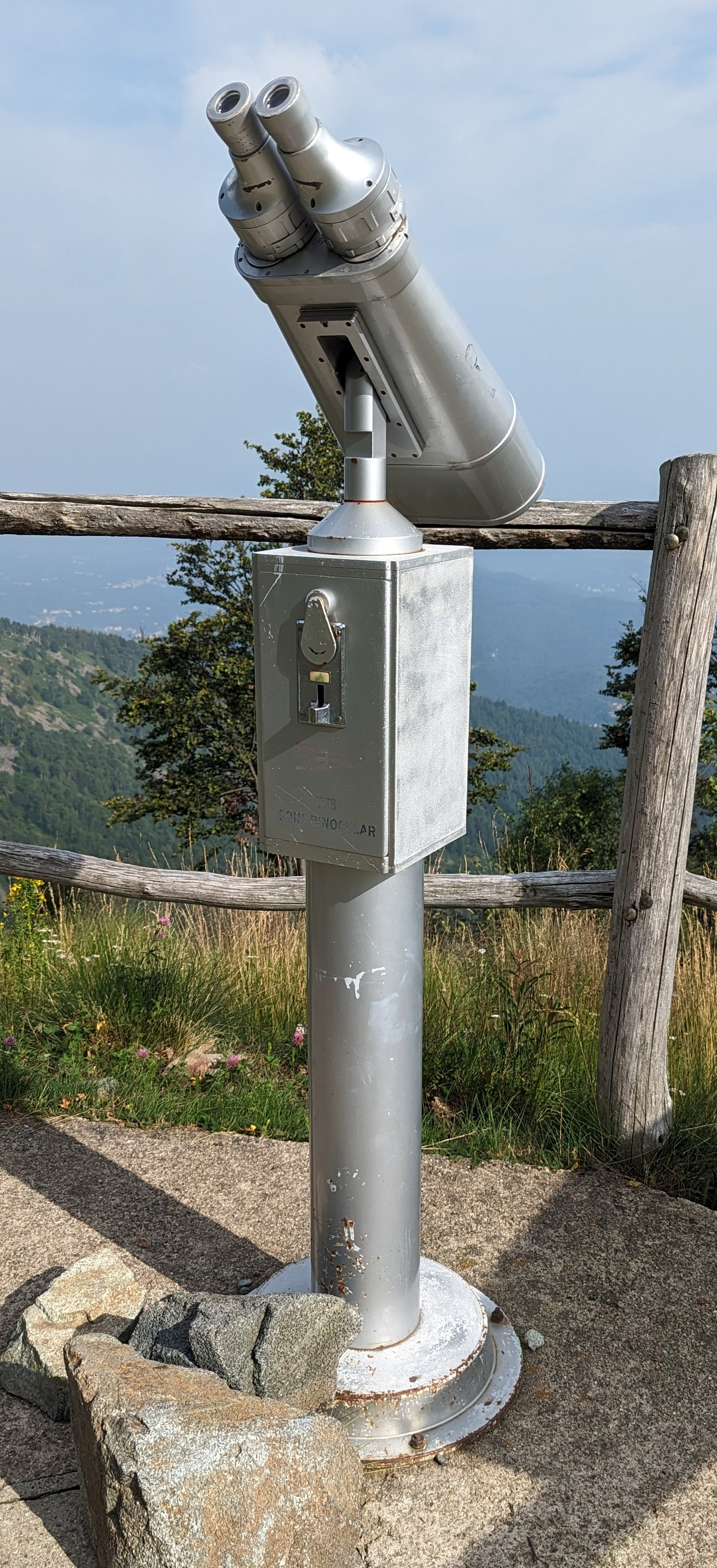
Binocolo panoramico

Il binocolo panoramico è uno speciale binocolo con postazione fissa, messo a disposizione dei visitatori in determinati punti turistici (sia pubblici che privati), per poter dar loro modo di osservare il panorama (gratuitamente o a pagamento). 
Di solito è dotato di una gettoniera per il funzionamento a pagamento, è ben fissato a terra con una colonna di supporto e dotato anche di uno scalino per l'utilizzo da parte dei bambini o per facilitare l'osservazione verso il basso.
Il binocolo panoramico è schematicamente costituito da:
- un basamento ancorato alla pavimentazione
- una colonna che sostiene la testa rotante snodata
- una pedana o scalino per favorire l'utilizzo da parte dei bambini
- una gettoniera collegata all'otturatore, per i modelli a pagamento
- il binocolo regolabile in zenit e azimuth

Il gruppo ottico del binocolo è interno ed è impermeabile, dato che generalmente è fissato all'aperto. Tipicamente è costituito da una struttura molto robusta e "anti vandalo", in metallo tipo acciaio o ghisa.

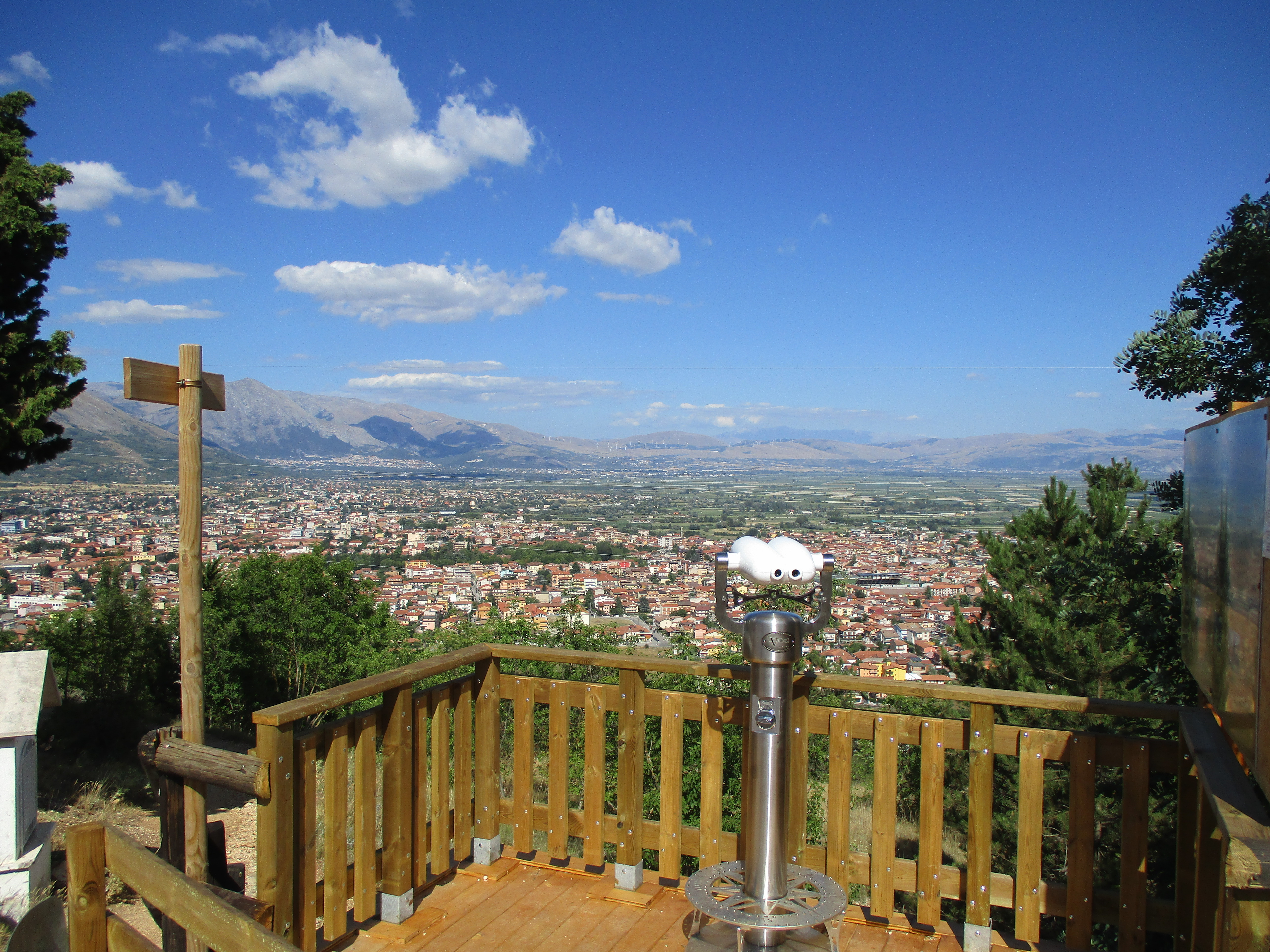
Binocolo panoramico ad Avezzano

Di binocoli panoramici ne esistono diverse configurazioni più o meno adatte al luogo del posizionamento e possono offrire quindi sia un campo di visione abbastanza ampio (più panoramico) come ad esempio da 6 o 7 ingrandimenti, oppure maggiori ingrandimenti per vedere i particolari più lontani, che solitamente non superano i 20 ingrandimenti.
Un tipico binocolo panoramico con 7 ingrandimenti (7x) ed oculari ad ampiezza normale, offre un campo visivo di circa 140 m (misurati a 1'000 m di distanza), ovvero di 8° angolari, e ampiezza apparente della finestra di osservazione, di circa 52-55° circa. Ma in genere, maggiore è il numero degli ingrandimenti e minore è il campo visivo. Infatti, un 15x con oculari normali, dimezza il campo visivo a soli circa 65 m a 1'000 m, ovvero 4° angolari (raddoppiando il dettaglio). 
Esistono anche binocoli con visioni più ampie, da 10° o 15° angolari, ma siccome i costi di produzione si alzano parecchio, non sempre è possibile trovarne facilmente nei posti pubblici.
I modelli di binocoli panoramici attualmente presenti nel territorio italiano, sono prodotti da un'azienda vicentina o importati dall'estero. Altri modelli (soprattutto monoculari) sono stati prodotti in passato da un'azienda italiana non più presente nel mercato.

## Galleria d'immagini

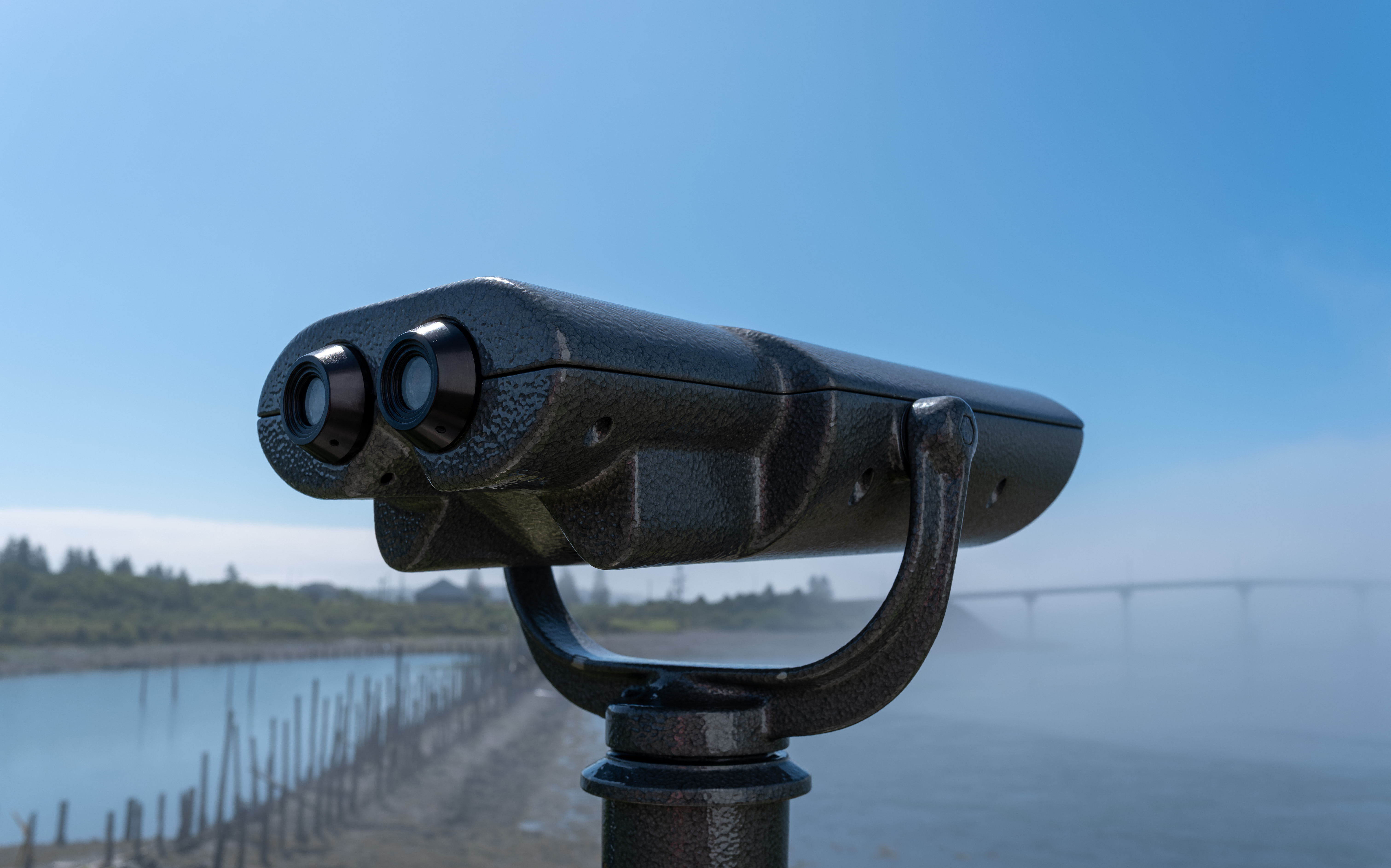
Mulholland Point
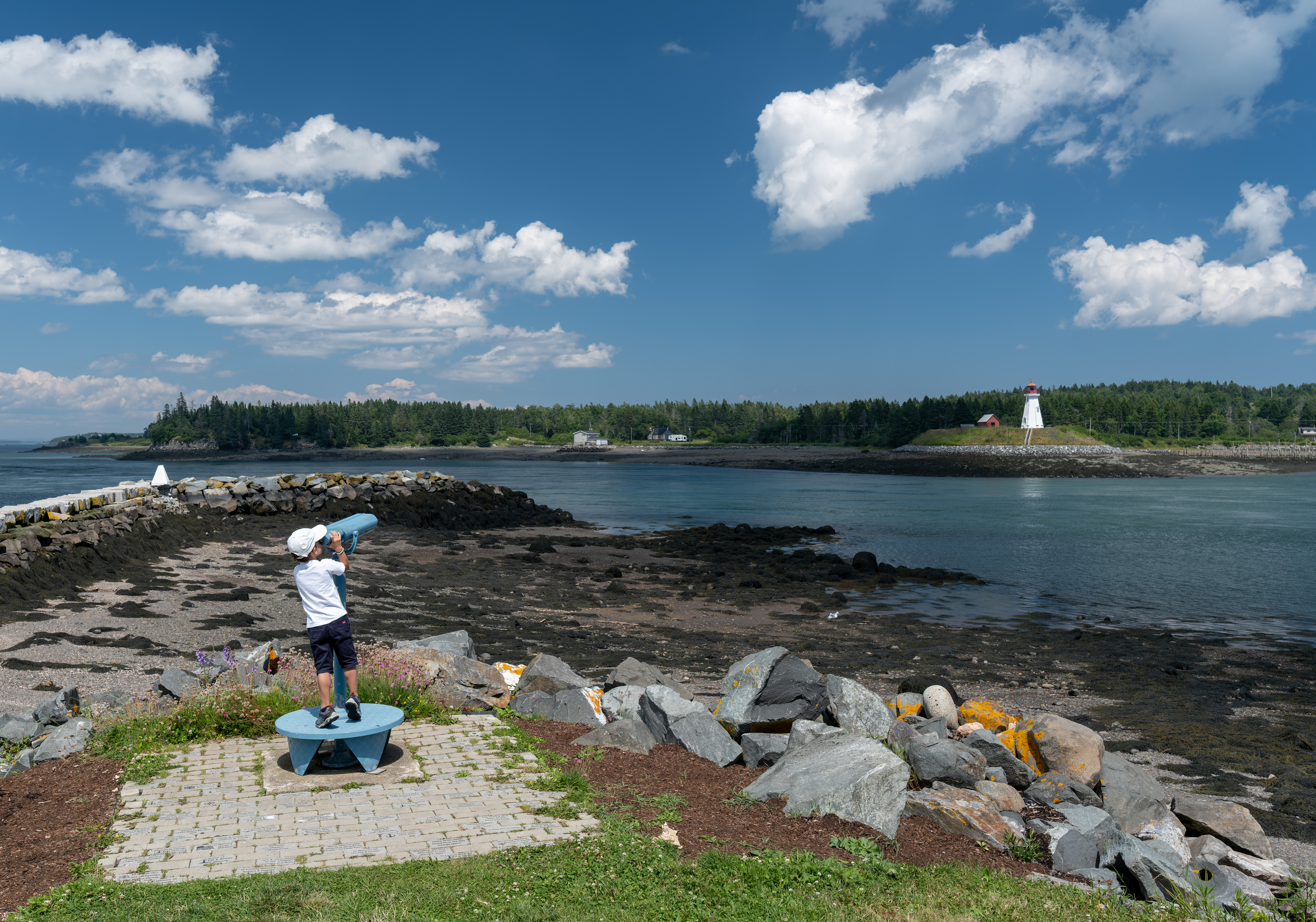
Bambino a Mulholland Point
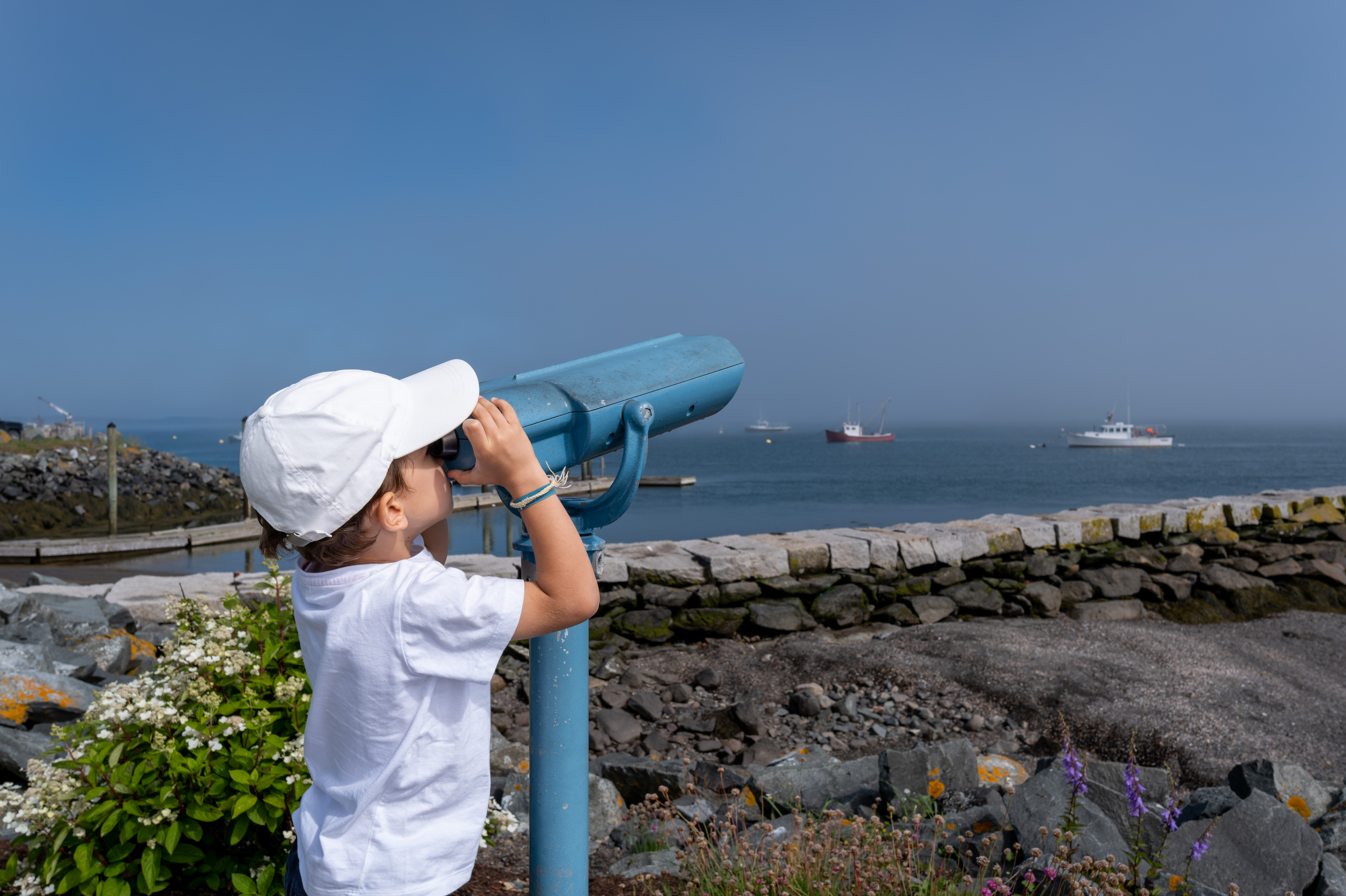
Bambino a Mulholland Point 2
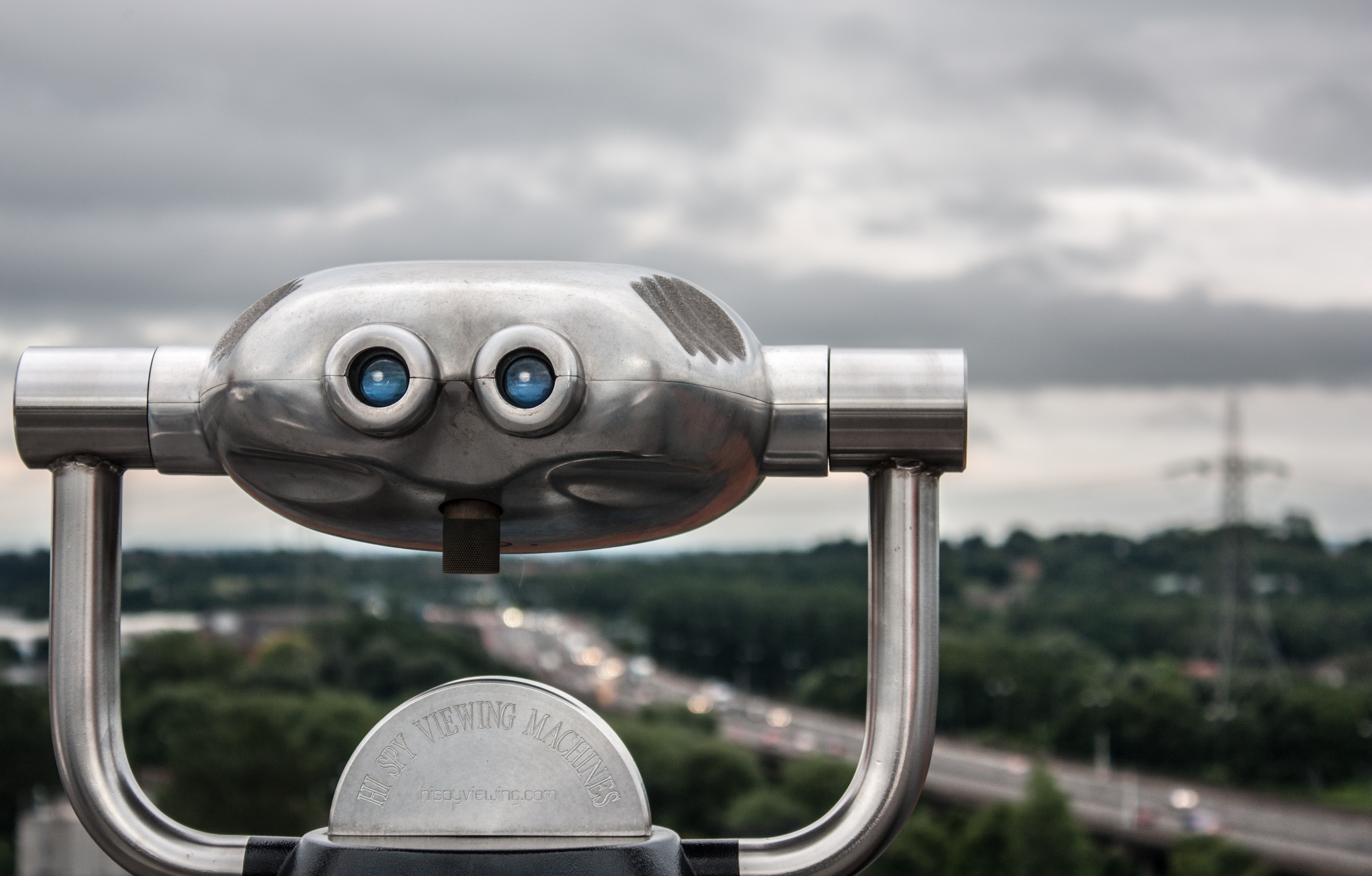
Sguardo oltre la M6
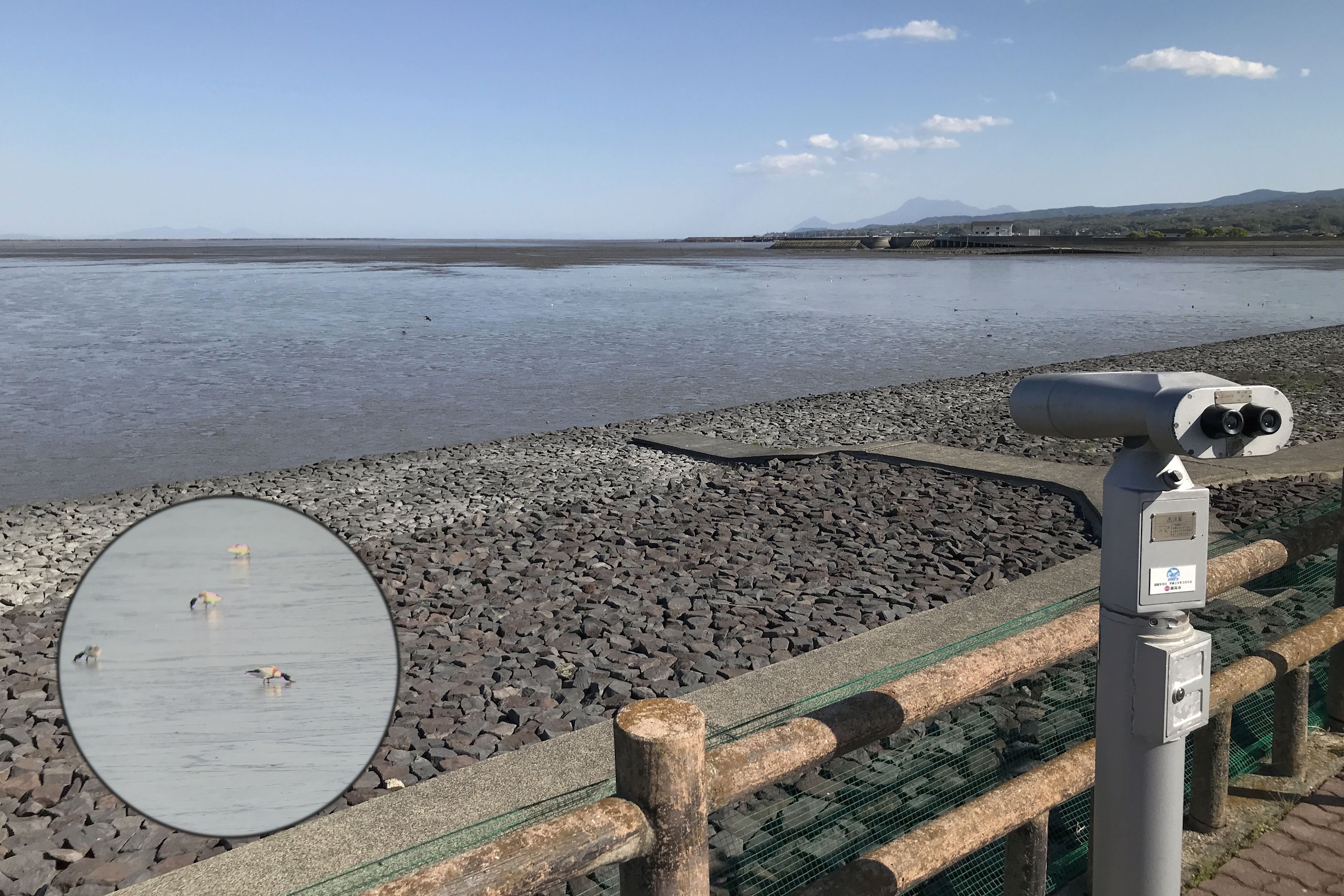
Fenicotteri a Higata
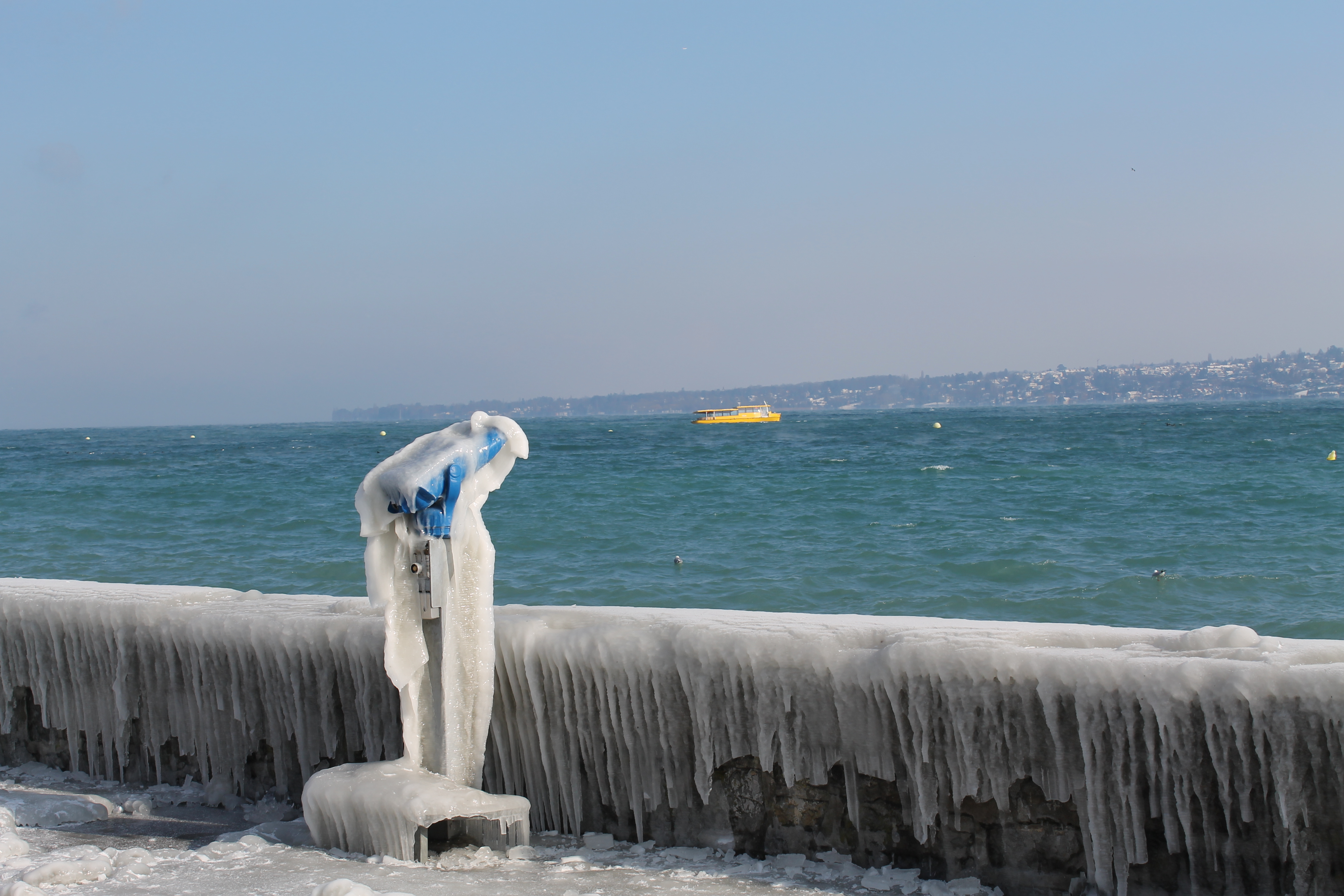
Ghiacciato a Ginevra
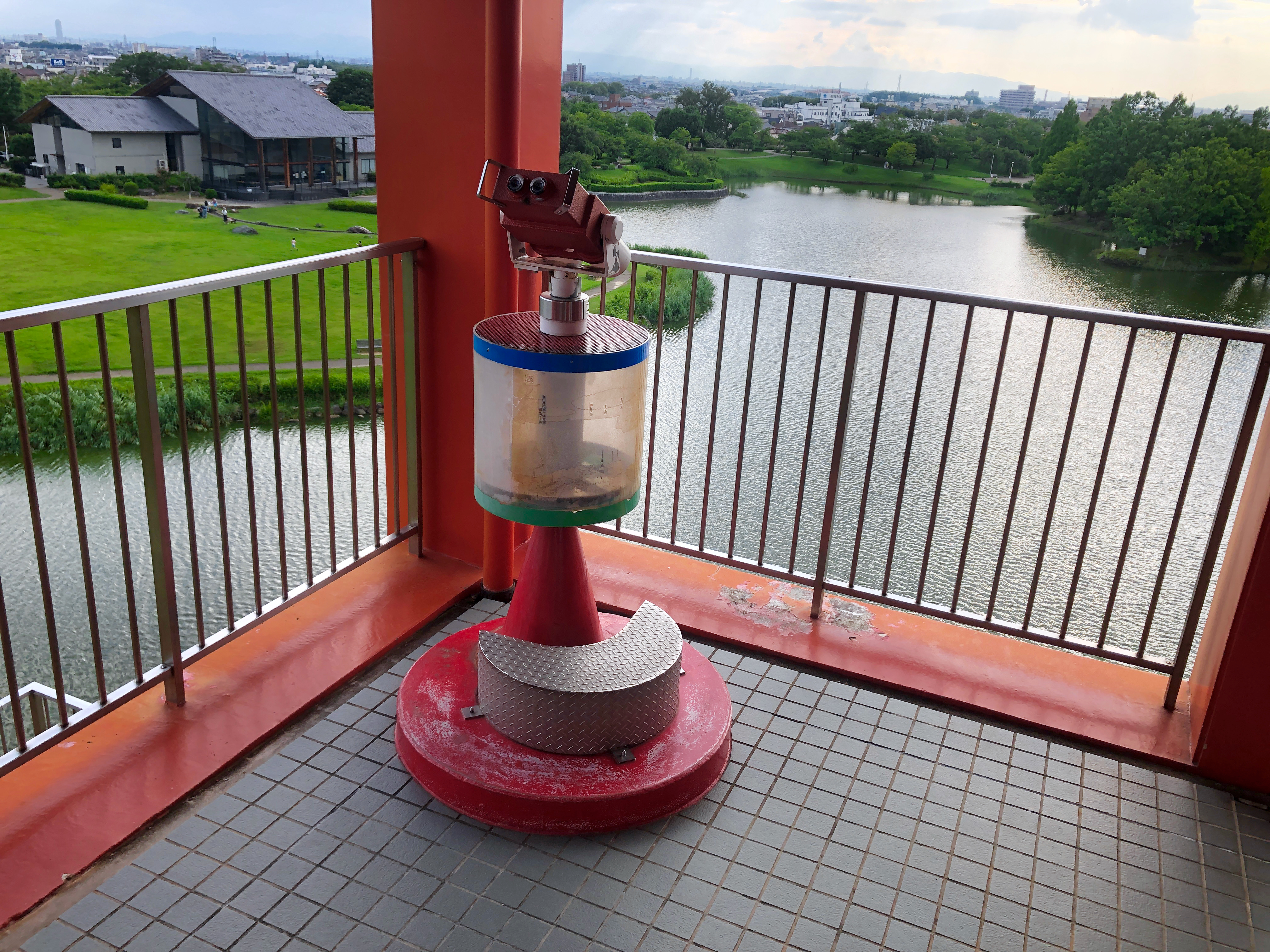
Binocolo per bambini